# Jory Oeiras
Jory Oeiras (Macapá),  é um político brasileiro, filiado ao PP. Nas eleições de 2022, foi eleito deputado estadual pelo AP.